# Londo (langue)
Pour les articles homonymes, voir Balondo et Londo.
Le londo (ou balondo ba diko, balondo ba nanga, lundu) est une langue bantoue parlée au Cameroun.
Une autre langue bantoue, parlée en République démocratique du Congo, porte également le nom de « londo » (ou bolondo).